# Versicherung an Eides statt
Die heute weithin als eidesstattliche Versicherung (kurz „E. V.“ oder „EV“) bekannte Versicherung an Eides statt ist
1. eine besondere Beteuerung, mit der eine Person bekräftigt, dass eine bestimmte Erklärung der Wahrheit entspricht (Eid),
2. ein in bestimmten Fällen vor Gericht zugelassenes Mittel der Beweisführung (Glaubhaftmachung).

Die EV ist auch Teil eines Vorgangs im deutschen Zwangsvollstreckungsrecht und wurde dort früher Offenbarungseid genannt. Zu beachten ist, dass eine EV nur rechtlich gültig im Sinne von § 156 StGB ist, wenn die Erklärung gegenüber einer Behörde abgegeben wird, die durch Gesetz zur Abnahme ermächtigt ist.

## Wesen der Versicherung an Eides statt
Die Versicherung an Eides statt ist ein Mittel der Beweisführung, wobei Tatsachenangaben gemacht werden und deren Richtigkeit besonders versichert wird. Eine schriftliche Formulierung der abzugebenden Tatsachenangaben ist möglich. Zusätzlich ist die Richtigkeit der Angaben an Eides statt zu versichern. Der Wortlaut der Versicherung ist für die einzelnen Anwendungsfälle teilweise im Gesetz vorgeschrieben.
Die Versicherung an Eides statt und die Strafbarkeit einer falschen solchen war vor der deutschen Reichsgründung in den Ländergesetzen geregelt.
Seit 1872 ist die Strafbarkeit einer falschen Versicherung systematisch einem Meineid ähnlich, aber mit niedrigerer Strafdrohung, in § 156–161 Strafgesetzbuch (StGB) geregelt. Bis 1970 konnte der Verlust der bürgerlichen Ehrenrechte als Nebenfolge verhängt werden.

### Anwendungsbereiche
Im Zivilprozessrecht ist die Versicherung an Eides statt ein Beweismittel in den Fällen, in denen die Glaubhaftmachung zugelassen ist (§ 294 ZPO). Auch im Verwaltungsrecht findet die Versicherung an Eides statt häufig Anwendung, wenn es darum geht, gegenüber einer Behörde die Richtigkeit einer Aussage zu bekräftigen. Im juristischen Schriftverkehr wird für eine EV auch der Begriff Affidavit verwendet.
Früher als Offenbarungseid bezeichnet und umgangssprachlich auch heute oft noch so genannt wird die eidesstattliche Versicherung der Richtigkeit und Vollständigkeit einer Vermögensauskunft des Schuldners im Rahmen der zivilrechtlichen Zwangsvollstreckung nach § 802c Abs. 3 Zivilprozessordnung (ZPO) oder nach § 284 Abs. 3 Abgabenordnung (AO).
Eine Eidesstattliche Versicherung, die nicht vor einer hierzu bemächtigten Behörde abgegeben wird, ist rechtlich genauso unbeachtlich wie ein öffentlich abgegebenes „Ehrenwort“ und unterliegt nicht der Strafandrohung des § 156. Dennoch ist sie ein oft gebrauchtes Mittel, einer Aussage im öffentlichen Meinungsbildungsprozess mehr Überzeugungskraft zu geben. Hier gibt es Fälle berühmt gewordener „Eidesstattlicher Versicherungen“ wie in der Barschel-Affäre im Jahr 1987.
Anwendungsmöglichkeiten einer Eidesstattlichen Versicherung sind auch:
- die Versicherung an Eides statt über die Einnahmen einer Verwaltung nach § 259 Bürgerliches Gesetzbuch (BGB) oder über die Vollständigkeit eines Verzeichnisses über einen Inbegriff von Gegenständen nach § 260 BGB
- die Versicherung an Eides statt zur Briefwahl, in der man versichert, den Stimmzettel persönlich ausgefüllt zu haben.

### Zuständige Behörde für die Abnahme der Versicherung
Die Zuständigkeit einer Behörde für die Abnahme einer Versicherung an Eides statt setzt eine besondere Befugnis der Behörde zur Abnahme voraus. Für die Abgabe der eidesstattlichen Versicherung vor einer Verwaltungsbehörde gilt § 27 VwVfG bzw. die entsprechende Ländernorm bzw. § 23 SGB X.
Im Strafverfahren scheiden Staatsanwaltschaft und Polizei als zuständige Behörde regelmäßig aus; Strafgerichte können im Strafverfahren einem Beschuldigten keine Versicherung an Eides statt abnehmen, jedoch einem Zeugen.
Im Zivilgerichtsverfahren darf das Gericht Parteien, Zeugen und anderen Beteiligten die Versicherung an Eides statt abnehmen, soweit das Gesetz eine Glaubhaftmachung vorsieht, etwa bei § 294 ZPO, oder das Gericht im Rahmen des Freibeweisverfahrens dies anfordert; soweit jedoch das förmliche Beweisverfahren nötig ist (etwa bei strittigen Aussagen zu Parteibehauptungen), ist die Abnahme unzulässig.

### Strafrechtliche Folgen einer falschen Versicherung
Besondere Rechtsbedeutung erlangt die Versicherung an Eides statt dadurch, dass nach § 156 Strafgesetzbuch (StGB) die Abgabe einer unwahren eidesstattlichen Versicherung ein strafbares Aussagedelikt darstellt. Demzufolge wird die Abgabe einer falschen Versicherung an Eides statt (1. Alternative) oder die Berufung auf eine solche Versicherung (2. Alternative) gegenüber einer zuständigen Behörde mit bis zu drei Jahren Freiheitsstrafe oder mit Geldstrafe bestraft. Bei einer Versicherung an Eides statt, die sich auf eine Vermögensauskunft des Schuldners nach § 802c Abs. 2 ZPO bezieht, sind nur Tatsachen relevant, die nach § 802c Abs. 2 ZPO verlangt werden, also insbesondere das gesamte gegenwärtige Aktivvermögen des Schuldners. Falsche Angaben über Schulden oder wertlose Gegenstände etwa sind strafrechtlich unbeachtlich. Eine freiwillig abgegebene (falsche) Versicherung ist bei der fehlenden Anforderung durch das Gericht unter Umständen straflos. Wird eine vorsätzlich falsche Versicherung vor der unzuständigen Behörde abgenommen, entfällt die Strafbarkeit nach § 156 StGB; es könnten aber andere Straftatbestände in Betracht kommen, etwa Prozessbetrug.
Die fahrlässige falsche Versicherung an Eides statt ist gemäß § 161 Abs. 1 StGB mit bis zu 1 Jahr Freiheitsstrafe oder mit Geldstrafe strafbar. Fahrlässigkeit kann beispielsweise in einer Nachlässigkeit bei der Abgabe der Erklärung liegen, etwa beim bewussten Unterschreiben einer inhaltlich falschen eidesstattlichen Versicherung ohne Lesen des Inhalts oder wenn für die freiwillige Abgabe der Versicherung für den richtigen Inhalt Erkundigungen notwendig sind, die aber unterlassen werden.
Berichtigt der Aussagende rechtzeitig die vorsätzliche falsche eidesstattliche Versicherung, kann das Gericht die Strafe mildern oder ganz von Strafe absehen, § 158 Abs. 1 StGB. Im Falle der rechtzeitigen Berichtigung einer fahrlässigen falschen eidesstattlichen Versicherung entfällt jedoch gemäß § 161 Abs. 2 StGB die Strafe.
Die Berichtigung muss nicht zwingend auf freiem Willen beruhen, es kommt allein auf die Richtigstellung an. Sie muss eine in allen wesentlichen Punkten wahrheitsgemäße und vollständige Schilderung und eine Distanzierung zur früheren Aussage enthalten; ein Widerruf ist nicht ausreichend, wenn nicht ein Zeugnisverweigerungsrecht ansonsten besteht. Die Berichtigung kann gegebenenfalls sogar in besonderen Umständen auch durch schlüssiges Verhalten vorgenommen werden. Sie muss sich aber an die entgegennehmende Stelle richten bzw. an die Stelle, die die eidesstattliche Versicherung prüft (z. B. Gericht). Daneben muss die Berichtigung auch rechtzeitig erfolgt sein (§ 158 Abs. 2 StGB).
Der Versuch der vorsätzlichen oder fahrlässigen falschen Versicherung an Eides statt ist nicht strafbar. Der Versuch der Anstiftung zu einer falschen Versicherung an Eides statt ist jedoch gemäß § 159 StGB strafbar.

### Versicherung an Eides statt zur Rechenschaftslegung
Wer verpflichtet ist, eine bestimmte Auskunft zu erteilen (Rechenschaftspflicht), soll durch die Versicherung an Eides statt zur Wahrheit angehalten werden (§ 259 Abs. 2 BGB). Der Schuldner ist dazu verpflichtet, wenn Umstände die Vermutung nahelegen, dass er seiner Verpflichtung nicht mit der erforderlichen Sorgfalt nachgekommen ist. Es geht hierbei meist um Auskünfte über sonstige Verhältnisse und nicht um Auskünfte über die eigenen Vermögensverhältnisse.

### Glaubhaftmachung durch Versicherung an Eides statt
Des Weiteren spielt die Versicherung an Eides statt eine Rolle bei der Glaubhaftmachung (§ 294 Abs. 1 ZPO), soweit das Gesetz eine solche zulässt. Dazu kann sich der Beweisführer zum Beweis einer tatsächlichen Behauptung auch auf eine Versicherung an Eides statt (sogar seine eigene) als Mittel der Glaubhaftmachung stützen. Die Versicherung an Eides statt bedarf keiner besonderen Form.

### Selbständigkeitserklärung von Dissertationen
In den Bundesländern Baden-Württemberg (§ 38 HSchulGBW), Bayern (§ 97 BayHIG), Nordrhein-Westfalen (§ 63 HG NRW), Saarland (§ 69 HSchulGSL) und Mecklenburg-Vorpommern (§ 51 LHG M-V) dürfen die Hochschulen und Universitäten eine Versicherung an Eides statt über die Eigenständigkeit der erbrachten Dissertation verlangen und abnehmen. Eine derartige Erklärung wird als Selbständigkeitserklärung bezeichnet.

### Selbständigkeitserklärung von Prüfungsleistungen
Zumindest in Niedersachsen (§7 Abs. 4 NHG), Sachsen-Anhalt (§ 12 Abs. 3 HSG LSA) und Nordrhein-Westfalen (§ 63 (5) HG NRW) sind Hochschulen und Universitäten befugt, eine solche Erklärung für Prüfungsleistungen während eines Studiums abzunehmen.

### Rechtsgrundlagen
Normen des deutschen Rechts, die Regelungen über die Versicherung an Eides statt enthalten:
- § 294 Abs. 1 ZPO (Glaubhaftmachung auch durch Versicherung an Eides statt)
- § 802c ZPO (Vermögensauskunft des Schuldners) (Fassung ab 1. Januar 2013)
- § 836 Abs. 3 Satz 2 ZPO (Auskunft über eine Forderung)
- § 883 Abs. 2 ZPO (Versicherung des Vollstreckungsschuldners, eine bestimmte Sache nicht zu besitzen)
- § 259 Abs. 2 und 3 BGB (Versicherung an Eides statt bei Rechenschaftslegung über Einnahmen)
- § 260 Abs. 2 und 3 BGB (Versicherung bei Herausgabe oder Auskunft über Inbegriff von Gegenständen)
- § 1600 Abs. 1 Nr. 2 BGB (Vaterschaftsanfechtung)
- § 2006 Abs. 2 bis 4 BGB (Angabe der Nachlassgegenstände durch den Erben gegenüber den Nachlassgläubigern)
- § 2057 Satz 2 BGB (Miterben)
- § 352 Abs. 3 Satz 3 FamFG (Erbscheinsantrag)
- § 95 AO (Versicherung an Eides statt)
- § 284 AO (Vermögensauskunft des Vollstreckungsschuldners) (Fassung ab 1. Januar 2013)
- § 36 Abs. 2 BWahlG (des Briefwählers bzw. seiner Hilfsperson)
- § 156 StGB (Falsche Versicherung an Eides statt)
- § 161 StGB (Fahrlässiger Falscheid, fahrlässige falsche Versicherung an Eides statt)
- § 1865 BGB (Jahresgesamtmitteilung eines Berufsbetreuers)
- § 5 Straßenverkehrsgesetz (Verlust von Dokumenten)

## „Eidesstattliche Versicherung“ gegenüber Privaten
Eine gegenüber Privatpersonen, privaten juristischen Personen oder gegenüber Medien abgegebene „eidesstattliche Versicherung“ hat noch keinerlei strafrechtliche Bedeutung nach § 156 StGB. Eine falsche eidesstattliche Versicherung kann als solche nur dann bestraft werden und hat deshalb auch nur dann Gewicht für die Glaubhaftigkeit, wenn sie gegenüber einer zuständigen Stelle (Behörde oder Gericht) in einem Verfahren abgegeben wird, das eine eidesstattliche Versicherung zur Glaubhaftmachung vorsieht.
Medien lassen sich in der Regel zum Beleg ihrer Berichterstattung eine eidesstattliche Versicherung explizit „zur Vorlage bei Gericht“ ausstellen. Wenn diese dann „mit Wissen und Willen des Erklärenden“ bei Gericht vorgelegt wird, ergibt sich die Strafbarkeit nach § 156 StGB.